# Азербайджано-новозеландские отношения
Азербайджано-новозеландские отношения — двусторонние дипломатические отношения между Азербайджанской Республикой и Новой Зеландией в политической, социально-экономической, культурной и иных сферах.

## Дипломатические отношения
Дипломатические отношения между Азербайджаном и Новой Зеландией впервые были установлены 29 июня 1992 года.
С 2014 года посольство Азербайджана в Австралии одновременно аккредитовано в Новой Зеландии.
Дипломатическое представительство Новой Зеландии в Азербайджане находится в городе Москва (Россия).
17 декабря 2013 года в парламенте Азербайджана была создана рабочая группа по межпарламентским связям между Азербайджаном и Австралией и Новой Зеландией. Руководителем группы является Асим Моллазаде.
6 октября 2016 года по инициативе посольства Азербайджана в Австралии и Новой Зеландии, в Палате представителей парламента Новой Зеландии была учреждена группа дружбы между Азербайджаном и Новой Зеландией. Председателем группы является Тодд Миллер.

## Официальные визиты
5-6 декабря 2013 года состоялся официальный визит специального эмиссара премьер-министра Новой Зеландии по Центральной Азии, бывшего премьер-министра Новой Зеландии Джима Болджера в Азербайджан. В рамках визита были проведены встречи эмиссара с председателем Милли Меджлиса Азербайджана Октаем Асадовым, заместителем главы Администрации Президента Азербайджана Новрузом Мамедовым, заместителем министра иностранных дел Халафом Халафовым.

## В области экономики
Согласно статистическим данным торгового отделения Организации Объединённых Наций (COMTRADE), в 2010 году объём импорта свинины в Азербайджан составил 18.41 тысяч долларов США.
Торговый оборот (тыс. долл. США)
| Годы 2013 | Товарооборот        | Экспорт 20.0 | Импорт 15.590 000 |
| 2014      | 15.790 000 21 108.8 | 143.3        | 20 965.5          |
| 2015      | 17 531.7            | 0            | 17 531.7          |
| 2016      | 40 077.2            | 82.4         | 39 994.8          |
| 2017      | 48 017.6            | 107          | 47 910.6          |
| 2018      | 44 460.8            | 119.7        | 44 41.1           |

Товарооборот (тыс. долл. США)
| Год  | Экспорт Азербайджана | Импорт Азербайджана | Сумма товарооборота |
| ---- | -------------------- | ------------------- | ------------------- |
| 2020 | 79,85                | 43 314,45           | 43 394,3            |
| 2021 | 106,88               | 39 456,49           | 39 563,37           |
| 2022 | 75,31                | 51 384,51           | 51 459,82           |
| 2023 | 24,15                | 47 353,97           | 47 378,12           |

## В области культуры
В Новой Зеландии функционирует Общество дружбы «Азербайджан — Новая Зеландия». Общество расположено в Окленде. 
Также действует общество дружбы «Азери». Главной целью общества является установление и развитие сотрудничества между странами в культурной сфере. Председателем общества является Галиб Махмудов.
В феврале 2007 года по инициативе общества «Азери» в торговом центре Новой Зеландии «Baotany Downs» было проведено мероприятие по случаю 15-й годовщины Ходжалинского геноцида.
В августе 2011 года по инициативе Общества дружбы «Азербайджан-Новая Зеландия», в Новой Зеландии была организована выставка гранатового сока, производимого в Азербайджане.